# Rhyacophila dolingpa
Rhyacophila dolingpa är en nattsländeart som beskrevs av Schmid 1970. Rhyacophila dolingpa ingår i släktet Rhyacophila och familjen rovnattsländor. Inga underarter finns listade i Catalogue of Life.